# Avi Nimni
Aviyahu "Avi" Nimni - em hebraico, אבי נמני (Holon, 26 de abril de 1972) é um ex-futebolista israelense.
Jogou a maior parte de sua carreira no Maccabi Tel-Aviv, tendo atuado em 355 jogos e marcado 174 gols nas 3 passagens que teve pela equipe. Defendeu ainda o Atlético de Madrid, o Derby County (empréstimo) e o Beitar Jerusalém. Considerado uma espécie de "talismã" pelos torcedores do Maccabi Tel Aviv, Nimni encerrou a carreira em 2008, e em seguida o clube retirou a camisa 8 para homenageá-lo.
Pouco tempo depois, o ex-meia-atacante virou auxiliar-técnico da equipe de Tel Aviv, função que  exerceria até 2011.

## Seleção
Pela Seleção Israelense, Nimni atuou em 80 partidas entre 1992 e 2006, marcando 17 gols. Jogou também pela equipe Sub-21, entre 1990 e 1993.

## Links
- Avi Nimni em National-Football-Teams.com